# 해외 집합체
해외 집합체(海外集合體, 프랑스어: collectivité d'outre-mer, COM 콜렉티비트 두트르메르[*], 영어: overseas collectivity)는 프랑스의 해외 영토를 구성하는 행정 구역 가운데 하나이다. 2003년 3월 28일 헌법 개정에 따라 신설되었으며 과거 프랑스의 해외 영토였던 곳이 주를 이룬다. 프랑스에는 현재 5개의 해외 집합체가 있다.
- 프랑스령 폴리네시아 (1946년 ~ 2003년: 해외 영토, 2003년 ~ 현재: 해외 집합체)
- 생피에르 미클롱 (1976년 ~ 1985년: 해외 데파르트망, 1985년 ~ 2003년: 해외 영토, 2003년 ~ 현재: 해외 집합체)
- 왈리스 푸투나 (1961년 ~ 2003년: 해외 영토, 2003년 ~ 현재: 해외 집합체)
- 생마르탱 (2003년 ~ 현재)
- 생바르텔레미 (2003년 ~ 현재)

마요트는 1976년부터 2011년 3월 31일까지 해외 집합체로 있었으며 현재는 해외 데파르트망으로 남아 있다. 누벨칼레도니는 1946년 해외 영토가 되었지만 1998년 누메아 협정에 따라 1999년 특별 공동체가 되었다. 특별 공동체는 15년부터 20년이 되는 해에 국민투표를 실시하여 프랑스로부터의 독립 여부를 결정하게 된다.

## 같이 보기
- 프랑스의 행정 구역
- 프랑스의 해외 데파르트망과 해외 영토
- 해외 레지옹
- 해외 데파르트망
- 프랑스의 해외 영토